# Aphanogmus claviartus
Aphanogmus claviartus är en stekelart som beskrevs av Alekseev 1983. Aphanogmus claviartus ingår i släktet Aphanogmus och familjen pysslingsteklar. Inga underarter finns listade i Catalogue of Life.